# Nebulosa Laguna
A Nebulosa Laguna (Messier 8, NGC 6523) é uma gigantesca nuvem interestelar na constelação de Sagitário. É classificada como uma nebulosa de emissão, cujos gases ionizados, principalmente hidrogênio, emitem radiação principalmente no comprimento de onda na faixa da luz visível vermelha.
Vista de binóculos, a nebulosa parece-se como uma mancha oval distinta com um núcleo definido. Sobreposta à nebulosa existe um pequeno aglomerado aberto de estrelas. Tem magnitude aparente 6,0 e situa-se a 4 850 anos-luz em relação à Terra

## Descoberta e visualização

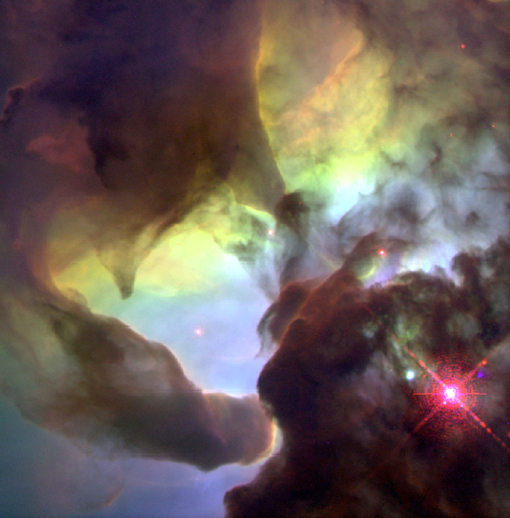
Nebulosa Laguna, Telescópio Espacial Hubble

A nebulosa foi descoberta pelo astrônomo italiano Giovanni Battista Hodierna antes de 1654. Foi classificada por ele como uma nebulosa de brilho intermediário e listada como a entrada II.6 de seu catálogo. Foi redescoberta independemente por John Flamsteed por volta de 1680, catalogado por ele como a entrada 2446 de seu catálogo. Flamsteed o classificou como um aglomerado estelar, segundo Kenneth Glyn Jones, mas as coordenadas dadas por Flamsteed correspondem às dadas por Charles Messier referentes à própria nebulosa. De fato há um aglomerado aberto pouco a oeste da nebulosa, conhecida como NGC 6530.
Como uma nebulosa de emissão, Laguna apresenta uma cor rosácea em fotografias de longa exposição, embora pareça cinza ao olho humano em binóculos ou pequenos telescópios, já que a distinção de cores não ocorre quando a luminosidade é escassa.
Foi vista novamente por Jean-Philippe de Chéseaux em 1746, classificando-a como um aglomerado aberto. Anos mais tarde, foi observada por Guillaume Le Gentil, que percebeu a nebulosa associada ao aglomerado. Nicolas Louis de Lacaille listou o objeto astronômico em 1751 ou 1752 como a entrada Lac III.14 de seu catálogo. Em 23 de maio de 1764, Messier incluiu-o como a oitava entrada de seu catálogo, descrevendo primeiramente o aglomerado e afirmando que a nebulosa estava em torno da estrela 9 Sagitarii.
William Herschel, descobridor de Urano, catalogou separadamente as duas partes da nebulosa Laguna (H V.9, GC 4363, NGC 6526; e H V.13, GC 4328, NGC 6533), descrevendo que eram nebulosas grandes, mas fracas. Seu filho, John Herschel, catalogou o aglomerado aberto associado à nebulosa como a entrada h 3725 (GC 4366, NGC 6530), e a própria nebulosa como a entrada h 3723 (GC 4361, NGC 6523). Outra região nebulosa a leste do núcleo, ainda pertencente a nebulosa, tem a designação própria IC 4678.

## Características
Seguno Jones, a nebulosa tem uma extensão aparente de 90 x 40 minutos de grau, que é cerca de 3 x 1,3 o diâmetro aparente da Lua Cheia, o que corresponde a uma extensão real de 14 x 60 anos-luz, considerando a sua distância de 5 200 anos luz em relação à Terra, valor dado por David J. Eichler, embora Jones tenha estimado em 4 850 anos-luz e outros astrônomos em 6 000.
Uma das principais características da nebulosa Laguna é a presença de nebulosas negras conhecidas como glóbulos de Bok, que são nuvens protoestelares com diâmetros de cerca de 10 000 UA. Alguns dos glóbulos mais proeminentes foram listados por Edward Barnard em seu catálogo de nebulosas escuras, incluindo Barnard 88 (B 88), um glóbulo em forma de cometa, B 89, na região do aglomerado NGC 6530, e B 296.

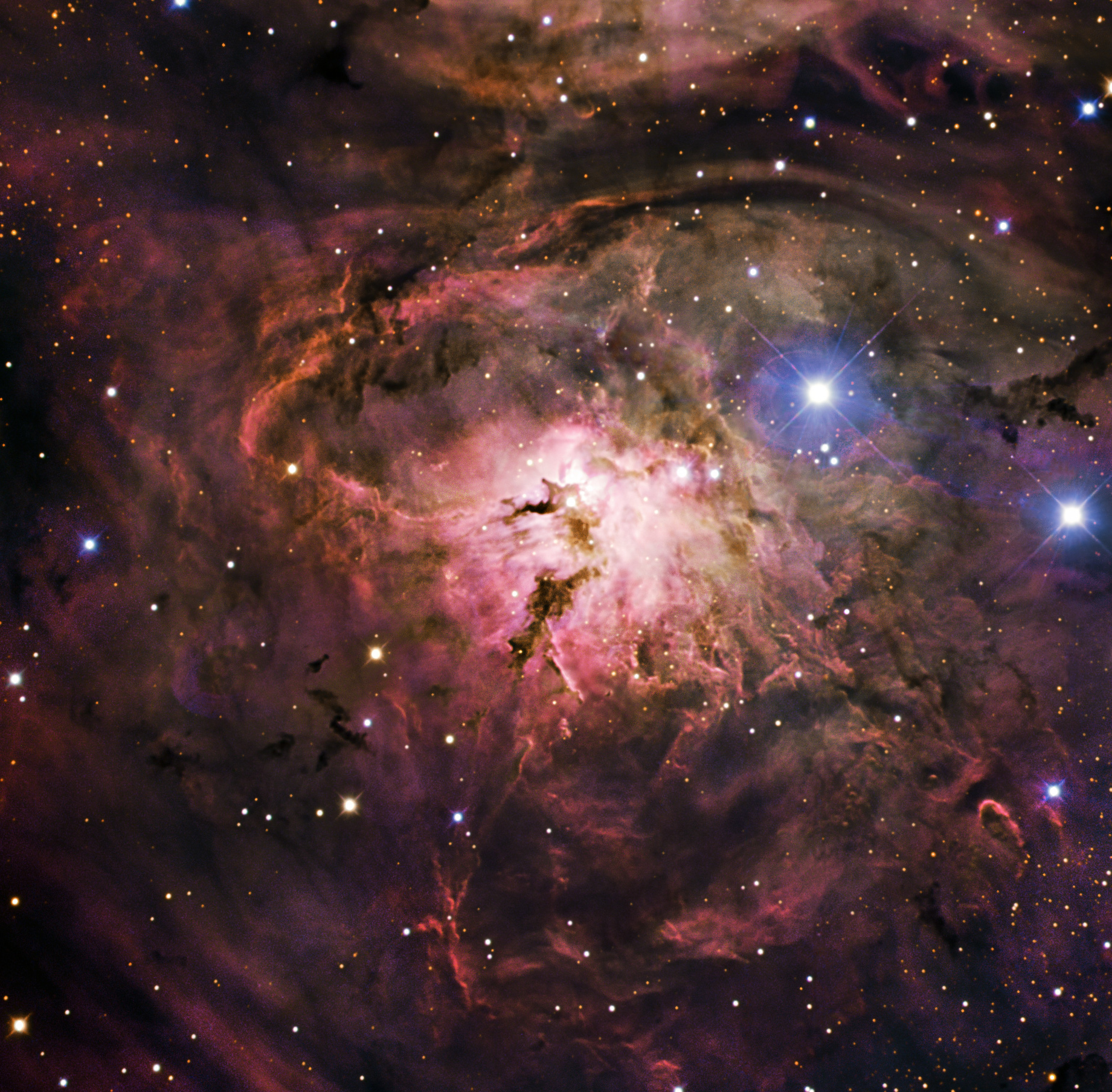
Nebulosa Laguna, ESO

A região mais brilhante da nebulosa, descoberta por John Herschel e conhecida como a nebulosa da Ampulheta, é uma região onde ocorre intensa formação estelar: a intensa emissão luminosa é causada pela excitação de estrelas jovens e quentes, principalmente pela estrela Herschel 36, de magnitude aparente 9,5 e classe espectral O7. Bastante próxima à região brilhante da Nebulosa encontra-se a mais brilhante estrela do objeto, 9 Sagittarii, de magnitude aparente 5,97 e classe espectral O5, que é responsável por grande parte do brilho da nebulosa.
O aglomerado aberto associado à nebulosa, NGC 6530, pertence à classe II.2.m.n, segundo a classificação de aglomerados abertos de Robert Julius Trumpler, onde a classe I refere-se aos aglomerados mais densos e a classe IV aos menos densos; a classe 1 aos aglomerados com pouca diferença de brilho entre seus componentes e a classe 3 aos que tem grande diferença de brilho; e a classe p aos aglomerados pobres em estrelas, m para aglomerados com a quantidade de estrelas dentro da média e r para os ricos em estrelas. Apesar de possuir um núcleo, as estrelas pertencentes ao aglomerado são muito esparsas: são 50 a 100 estrelas associadas à nuvem interestelar da nebulosa da Laguna. Sua estrela mais brilhante pertence à classe espectral O5 e tem magnitude aparente 6,9. Segundo Eichler, o aglomerado tem cerca de 2 milhões de anos e, de acordo com Woldemar Götz, o aglomerado tem uma estrela classe Of, extremamente brilhante pertencente à classe espectral O, mas que contém linhas espectrais de hélio e nitrogênio.
Em 2006, os primeiros quatro objetos de Herbig-Haro na nebulosa, incluindo o objeto HH 870, a primeira evidência direta de formação de estrelas ativas por acreção de matéria.

## Astronomia amadora
A Nebulosa Laguna (Messier 8, NGC 6523) é um dos alvos mais populares entre os astrônomos amadores, graças ao seu brilho, às ricas estruturas internas e ao contraste acentuado quando observada com filtros adequados. Mesmo em áreas suburbanas, técnicas simples e equipamentos de uso relativamente acessível permitem revelar detalhes impressionantes desta região de formação estelar.

#### A magnificência das cores da Nebulosa da Lagoa (M8)

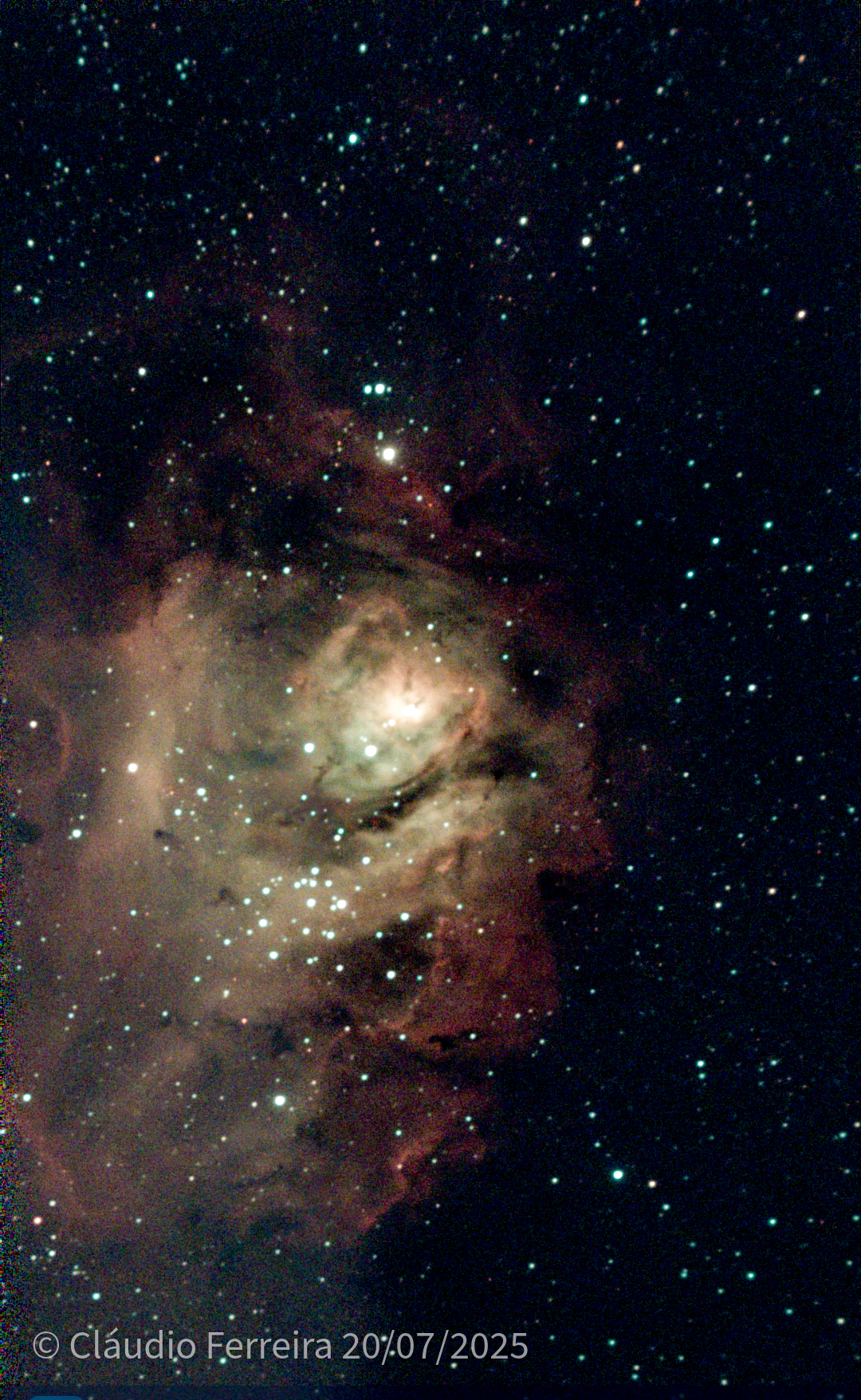
Exclusiva astrofotografia amadora da Nebulosa da Lagoa (Messier 8, NGC 6523) feita em Brasília (Latitude: –15,77°; Longitude: –47,86°), 20/07/2025, Hemisfério Sul. Realizada em telescópio de 50mm f/5 e montagem Alt-Azi.

Esta é a imagem que pode ser obtida ao observar a Nebulosa da Lagoa (Messier 8, NGC 6523) com um telescópio amador equipado com câmera CCD em múltiplas exposições de 10 segundos e processamento por empilhamento de fotos. Foi capturada em 20 de julho de 2025, às 22h45 UTC, por um astrônomo amador no Hemisfério Sul, na cidade de Brasília (≈ 15°47′ S; 47°52′ O; altitude ≈ 1 172 m). O registro revela um deslumbrante espetáculo cromático que reflete a composição e os processos físicos internos da nebulosa. Cada tonalidade decodifica aspectos distintos da ionização e da densidade do gás interestelar.
- Vermelho: resultado da emissão da linha Hα a 656,28 nm, produzida pela recombinação de hidrogênio ionizado nas regiões de maior densidade de gás.[4]

- Verde‑azulado: proveniente da emissão de oxigênio duplamente ionizado ([O III]) em 500,7 nm, que destaca zonas de alta energia esculpidas pela radiação ultravioleta de estrelas jovens.[5]

Esse contraste não apenas embeleza a imagem, mas também fornece diagnóstico físico: o vermelho indica áreas onde o gás é denso e as temperaturas são relativamente menores, enquanto o verde‑azulado sinaliza regiões mais energizadas pela intensa radiação UV dos astros recém‑formados.

#### Equipamento e técnicas básicas
Telescópios: embora refratores de 80–150 mm ou refletores de 200 mm com razão focal entre f/5 e f/8 equilibram porte e relação de campo, facilitando tanto visão direta quanto astrofotografia imagens impressionantes podem ser obtidas com equipamentos modestos de 50mm, campo amplo f/5 e empilhamento de imagens.
Oculares e filtros: oculares de campo médio (25–30 mm) em conjunto com filtros de nebulosa (O III, H α) realçam filamentos e cavidades de gás, bloqueando luzes indesejadas mas não são indispensáveis para fotografias amadoras.
Montagem: é indispensável suportes equatoriais ou Alt-Azi motorizados para rastreamento preciso, permitindo exposições longas sem arrastamento de estrelas. A Montagem Alt-Azi exige regime de exposição de tempos curtos até 10 segundos para evitar traços estelares estando sujeitas a rotação de campo. 

#### Condições de observação[8]
Local: céus de classe Bortle 4 ou superior oferecem melhor contraste, mas resultados notáveis podem ser obtidos até em horizonte urbano moderado.
Época: no Hemisfério Sul, junho a agosto — com pico de visibilidade em julho — garantem a Nebulosa Laguna próxima ao meridiano durante a primeira metade da noite.
Fase lunar: lua nova ou até quarto crescente para minimizar poluição luminosa natural.

#### Astrofotografia amadora
Aquisição de dados: Se a montagem for equatorial, capture de 20 a 30 exposições de 3–5 min cada, usando câmera CMOS/CCD monocromática ou colorida. Na montagem Alt-Azi use fotografias de 10 segundos por cerca de 5 minutos.
Calibração: obtenha frames de dark, flat e bias para correção de ruído térmico e uniformidade de campo.
Filtros de banda estreita: H α e O III poderão atenuar a luz urbana e ressaltar emissões específicas.
Processamento: softwares de empilhamento de imagens são necessários para alinhamento e rejeição de artefatos.

## Ver também

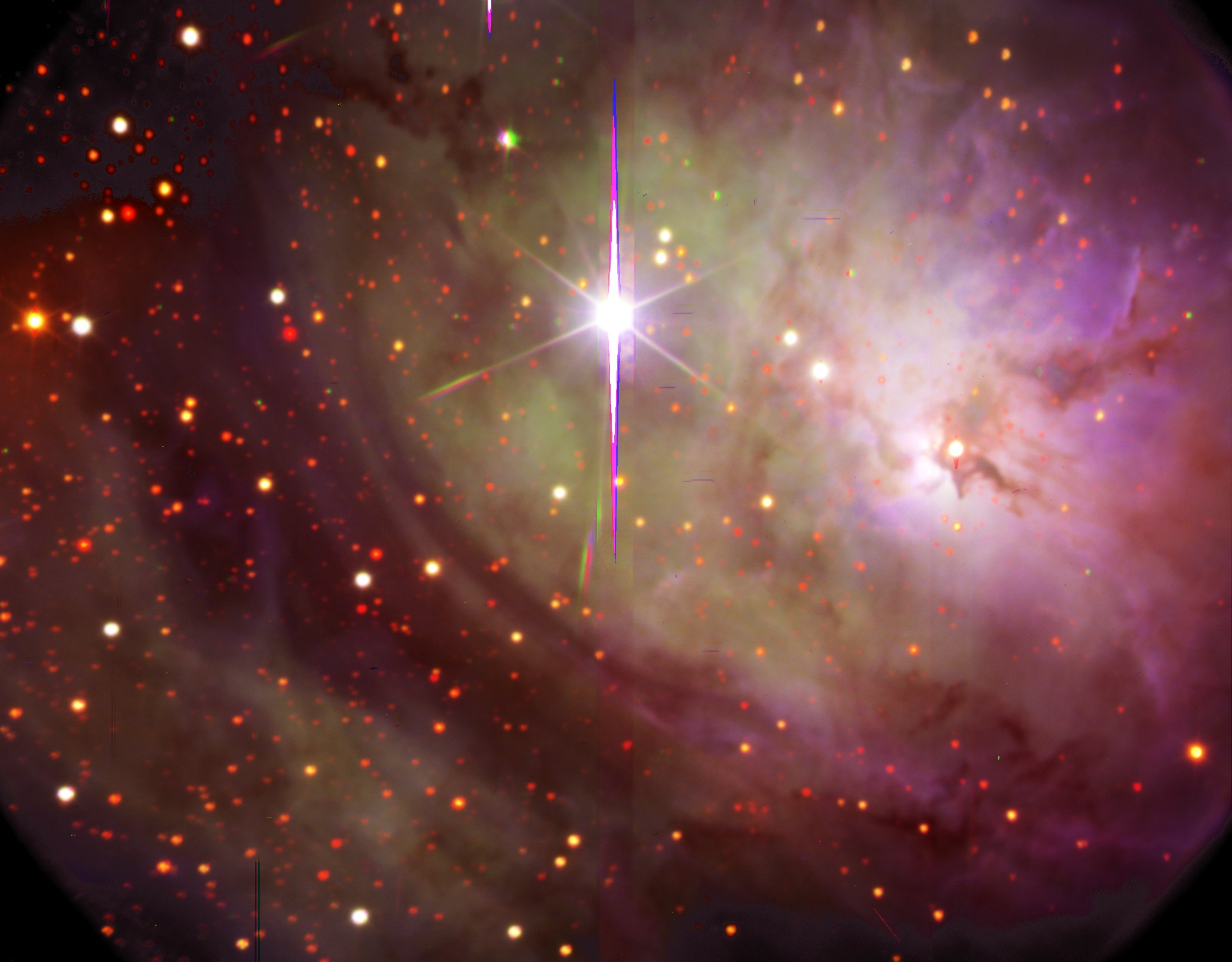
Nebulosa Laguna, SALT
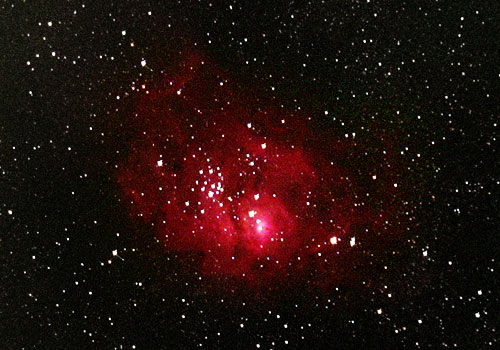
Nebulosa Laguna, Philipp Salzgeber
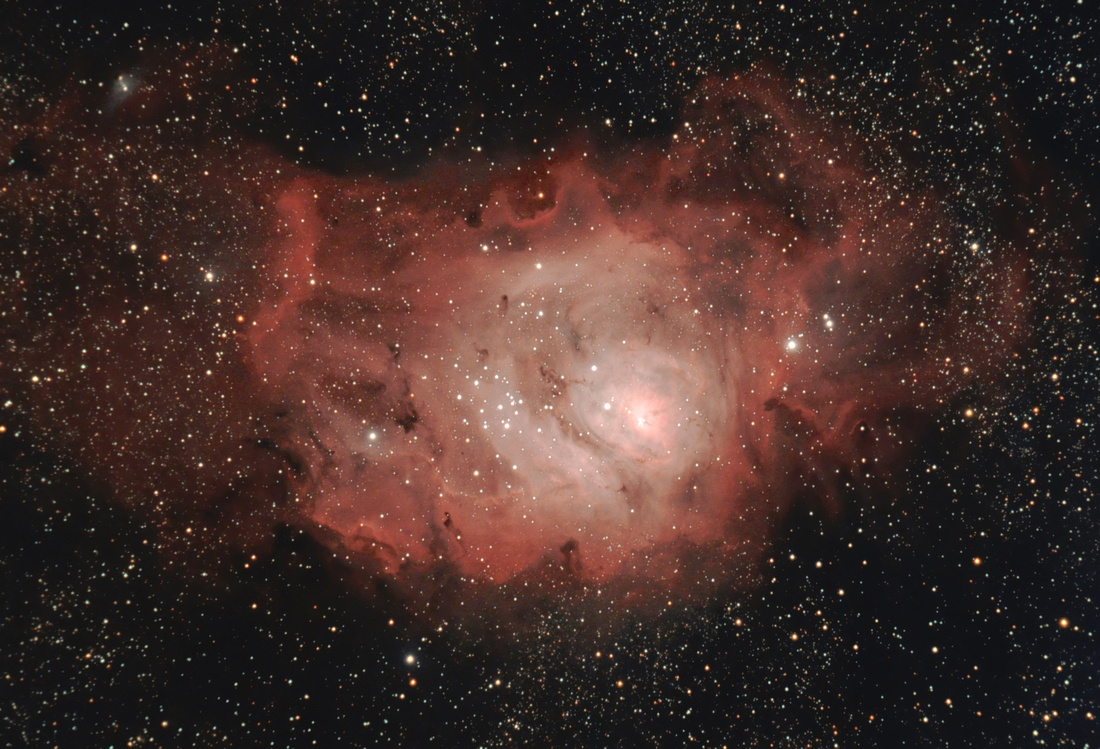
Nebulosa Laguna, Hunter Wilson
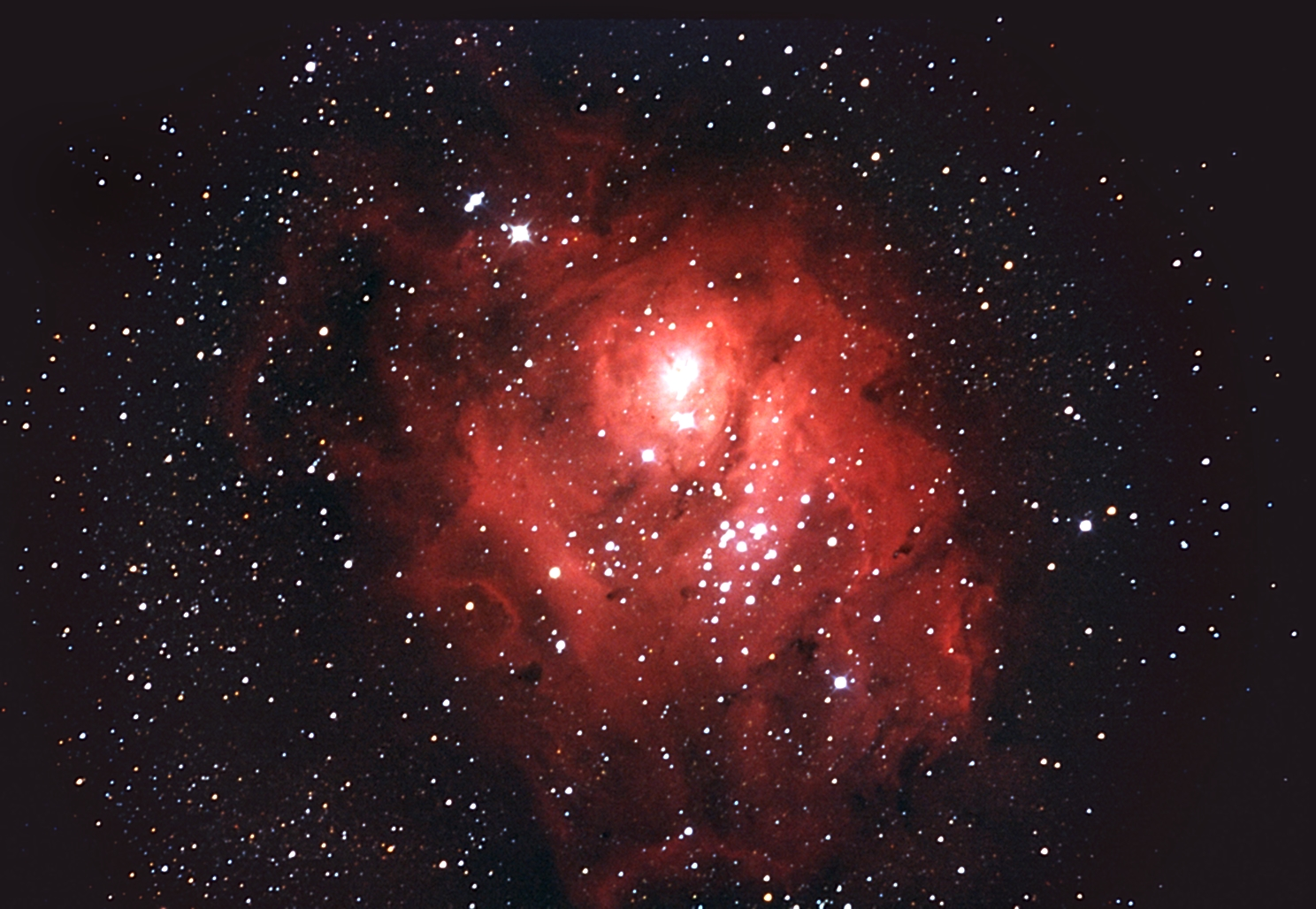
Messier 8, Observatório de Cerro Pochoco, Chile
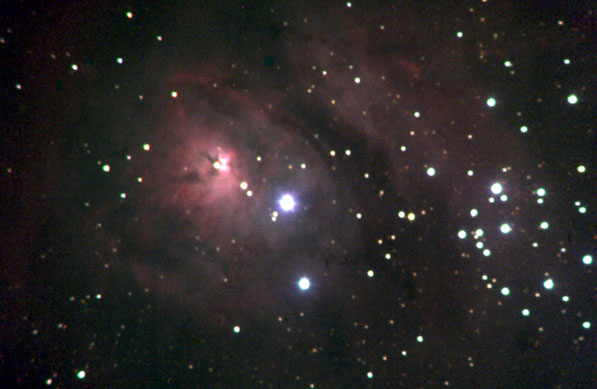
Nebulosa Laguna, Observatório de Sommers-Bausch, Universidade do Colorado
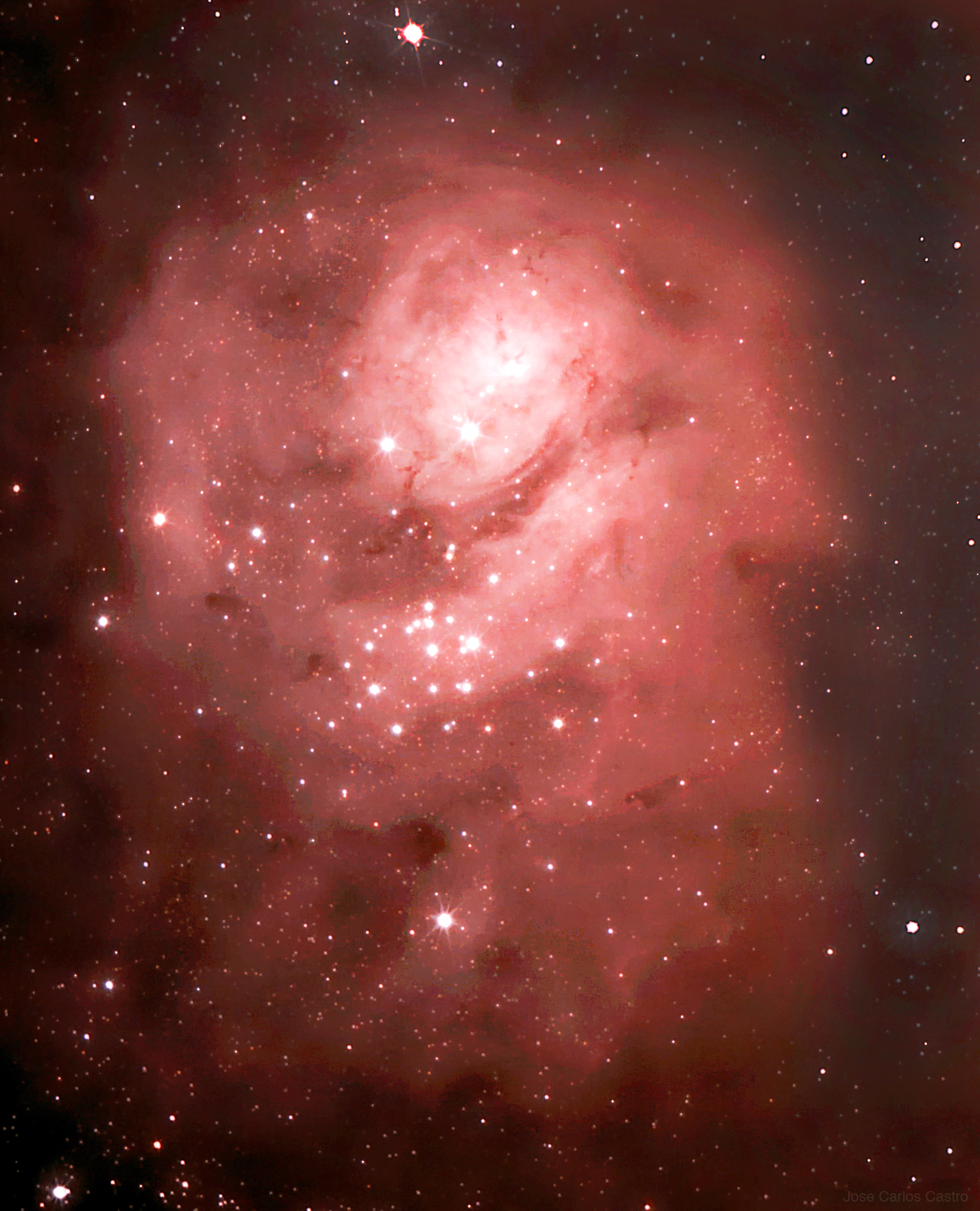
Messier 8, José Carlos Castro
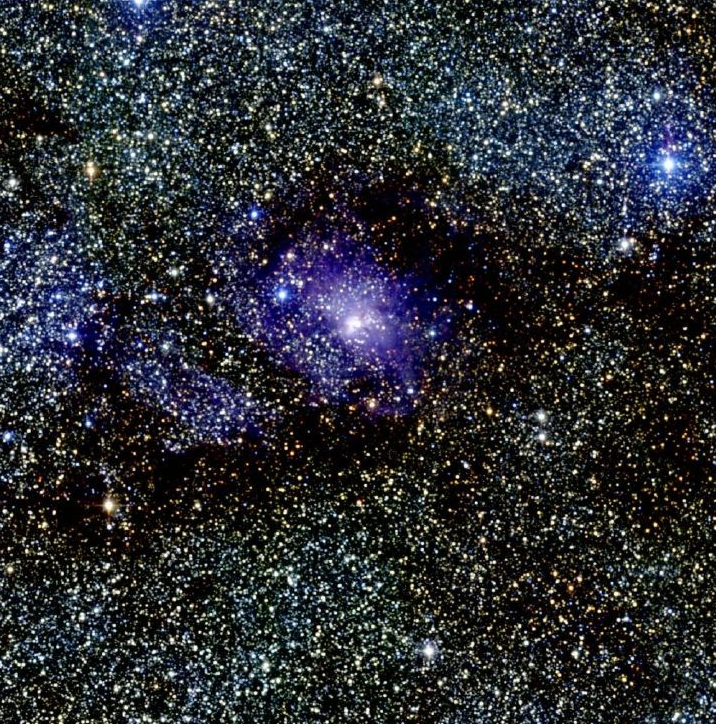
Nebulosa Laguna, projeto 2MASS
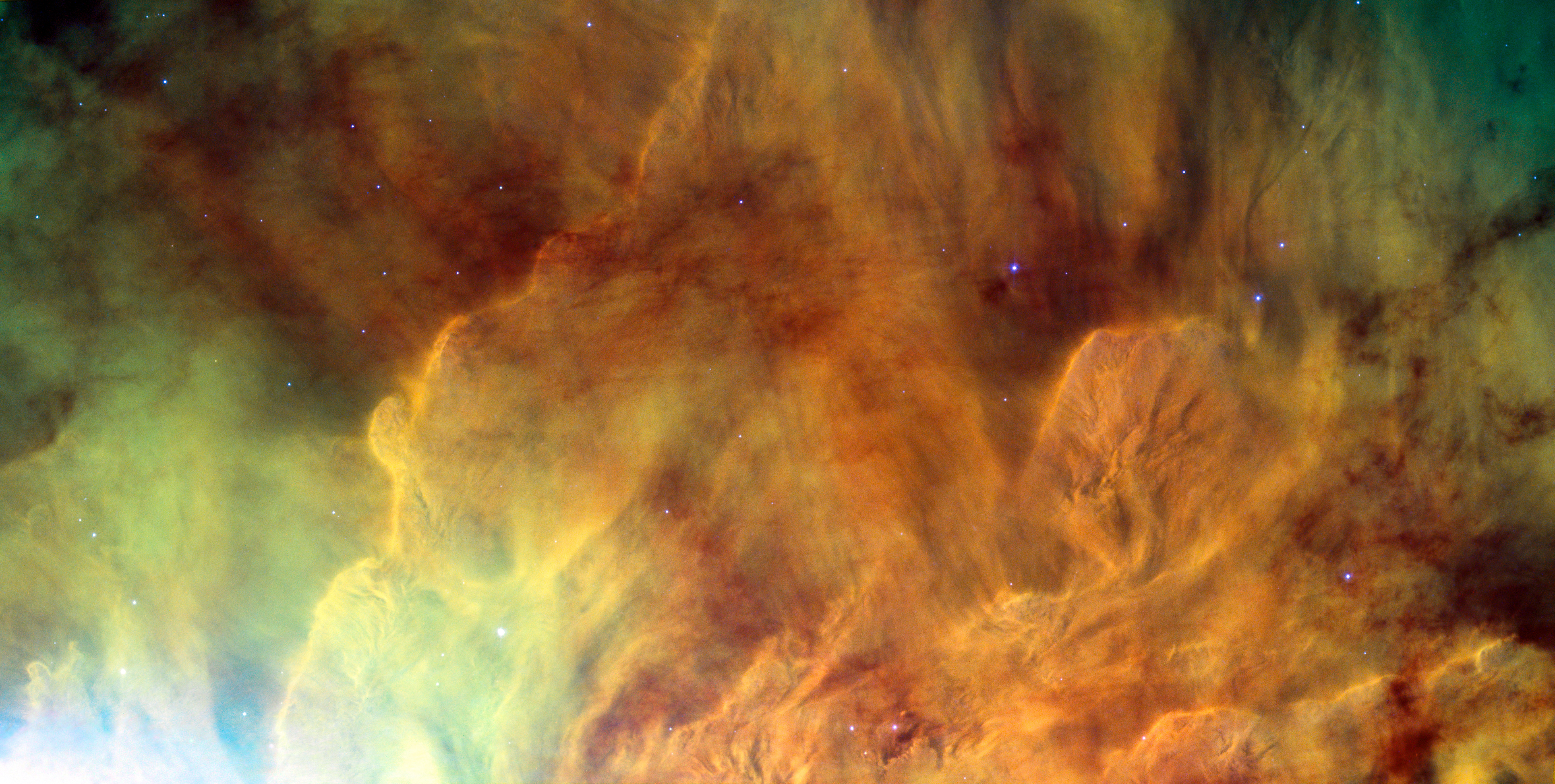
Detalhe da nebulosa Laguna
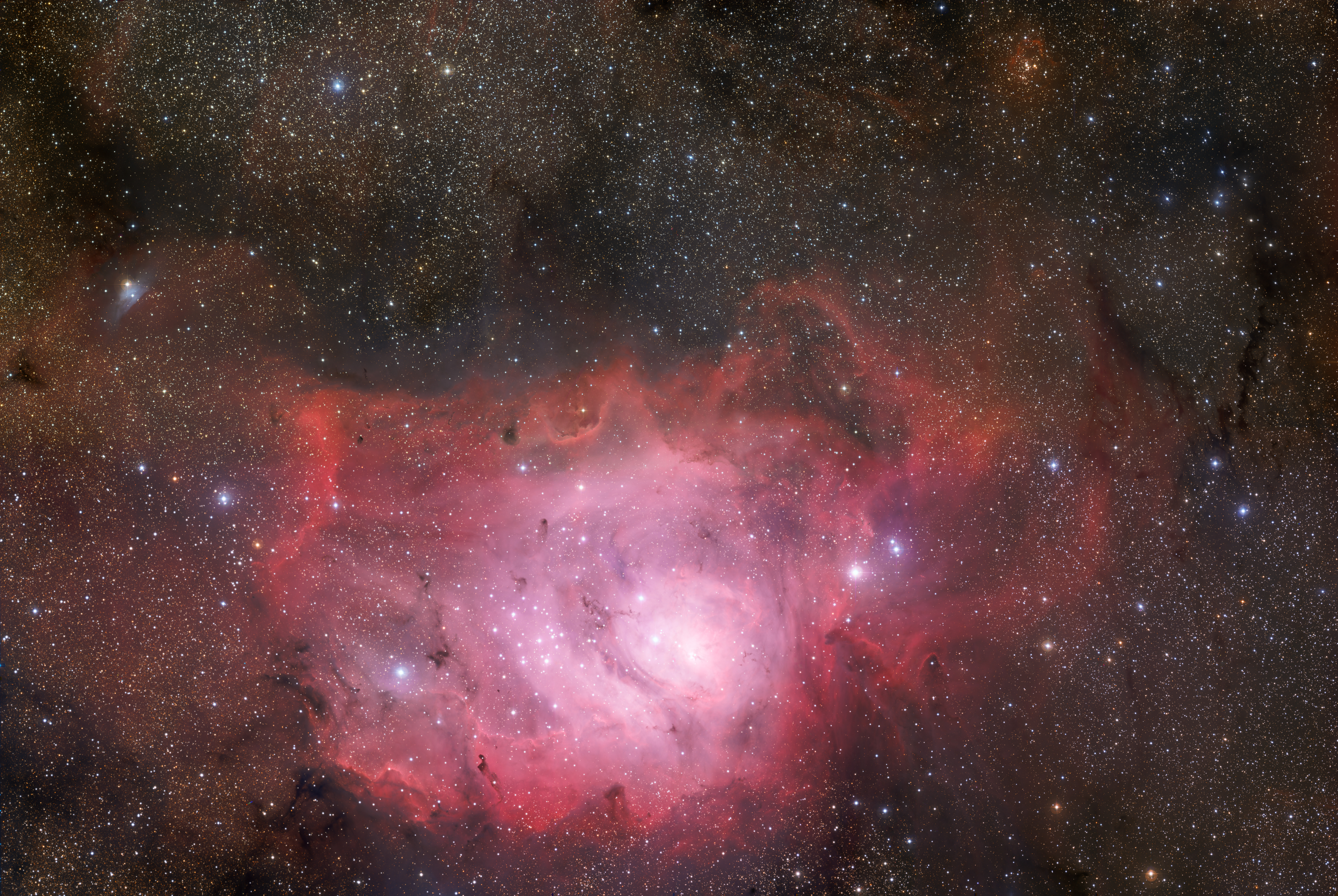
Nebulosa Laguna (ESO)
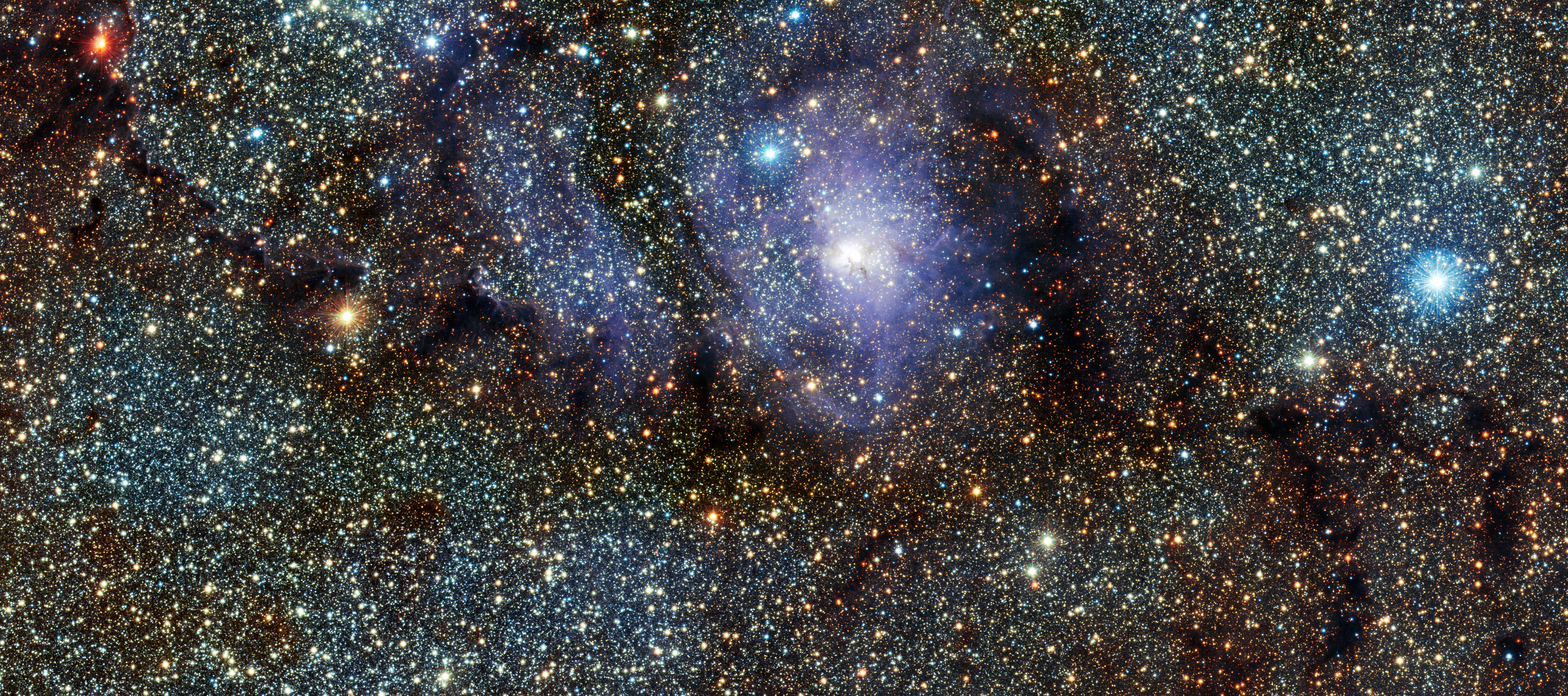
Messier 8 em infravermelho (cores falsas), Observatório do Paranal